# 2024년 하계 올림픽 보츠와나 선수단
보츠와나는 2024년 7월 26일부터 8월 11일까지 파리에서 열리는 2024년 하계 올림픽에 출전했다. 이번 하계 올림픽은 보츠와나의 12번째 연속 하계 올림픽 출전이 된다.
보츠와나 국가 올림픽 위원회는 오레디체 마라카고로(Oreeditse Marakakgoro)를 파리 2024의 국가 대표 셰프로 임명했다.

## 출전 선수
| 종목 | 남자 | 여자 | 전체 |
| ---- | ---- | ---- | ---- |
| 육상 | 8    | 1    | 9    |
| 수영 | 1    | 1    | 2    |
| 전체 | 9    | 2    | 11   |

## 메달 집계
| 종목 | 1 | 2 | 3 | 합계 |
| 종목 | ' | ' | ' | '    |
| 종목 | ' | ' | ' | '    |
| 종목 | ' | ' | ' | '    |
| 합계 | ' | ' | ' | '    |

## 같이 보기
- 2024년 하계 올림픽